# Kate Cushing
Kate Cushing è un personaggio dei fumetti pubblicati dalla Marvel Comics, è una algida giornalista, vincitrice di un Pulitzer.

## Biografia

### Una donna in carriera
Kate è assunta al Daily Bugle per rimpiazzare Robbie Robertson come editore del giornale. La prima volta che incontra Peter Parker gli confessa che considera il suo lavoro mediocre ma che apprezza la sua capacità di trovarsi nel posto giusto al momento giusto, per questo gli assegna il compito di fotografare un segretissimo meeting che si terrà in un'ambasciata. Più tardi, il Dottor Octopus invade il giornale e ordina a Kate di pubblicare la sua sfida all'Arrampicamuri, nonostante la giornalista assecondi la richiesta Peter non ne è messo al corrente fino a che lui stesso non contatta il Bugle ma a quel punto la pazienza del criminale ha raggiunto il limite ed egli fugge portandosi dietro la Cushing. L'intervento dell'Uomo Ragno libera la giornalista, tornata al giornale Kate accoglie uno speranzoso Peter ma, insoddisfatta dalle sue foto, gli preferisce quelle di Lance Bannon. Giorni dopo, Robbie presenta Kate a Jonah, quando il giornalista si complimenta per la sua assunzione per tutta risposta la donna gli strappa di bocca il sigaro e lo lascia con un palmo di naso per occuparsi della battaglia tra Spidey e Firelord. Quando Peter è involontariamente promotore della istituzione di un gruppo di vigilanti di quartiere, Kate e Robbie decidono di non dare pubblicità alla faccenda ma sono duramente redarguiti da Jonah che intendeva pubblicarla. Successivamente, Kate affida a Ned Leeds e Lance Bannon il compito di indagare sul "Culto dell'Unità Cosmica" e incarica Peter e Joy Mercado di seguire la storia di un uomo, Ralph Macchio, che incolpa il Culto della morte della moglie. In seguito affida, sempre a Peter e Joy, l'intervista a Ernie Popchick, il cosiddetto vigilante della metro e pensionante di Zia May. Quando Flash Thompson è accusato di essere Hobgoblin, Kate invia Peter ad intervistarlo. Il suo rapporto con Peter è quanto mai conflittuale e quando il fotografo fallisce due servizi di fila Kate lo sottopone ad una dura reprimenda; in seguito, lo diffida a portarle altre foto di Spidey e gli ordina di fotografare il vigilante Ace. Tempo dopo, il reporter Simon La Grange confida a Kate di avere stabilito un contatto con il Killer del Caviale, lei gli consiglia di parlare con la polizia prima di farlo lei stessa quando l'uomo vende la notizia ad un network TV. Nonostante il loro rapporto, Peter, nelle vesti dell'Uomo Ragno, si trova costretto a chiederle un favore, stampare un falso articolo per tendere una trappola al Dottor Octopus.

### Guai passati e futuri
Quando Betty Brant rimane coinvolta nelle mire del misterioso "Culto dell'Amore", Kate racconta a Peter che anche sua sorella, Tracy, scomparve dopo aver seguito la setta; decisa a ritrovarla, affida il servizio a Ben Urich e quando il giornalista localizza dove si nascondono gli accoliti corre lì solo per scoprire che sua sorella non la riconosce più. Kate è fra il personale del Bugle coinvolto negli eventi di Inferno, è presente quando i demoni attaccano il giornale e combatte assieme a Spidey ed ai suoi colleghi. Riconosciuto nel fidanzato di Glory Grant, il pericoloso criminale Eduardo Lobo, Kate prova inutilmente a mettere in guardia la svampita segretaria; inoltre, è presente al verdetto del processo di Robbie. Nonostante i loro trascorsi, Kate prende le difese di Peter in un confronto con il viscido Nick Katzenberg; in seguito, è tra i giornalisti presi in ostaggio dal pazzo nazista Eric Hartmann, e tra quelli feriti dall'attacco di Graviton. È presente inoltre, al perdono presidenziale di Robbie e al secondo fatale attacco di Graviton al Bugle, rimane ferita anche durante l'attacco di Firebrand all'Hotel Poseidon. Tra i suoi lavori spicca un'intervista all'eroe Pugno D'Acciaio, nella sua ultima apparizione, prende le difese di due reporter che avevano scottanti rivelazioni sulla Roxxon.